# Psaliodes seitzi
Psaliodes seitzi är en fjärilsart som beskrevs av Max Joseph Bastelberger 1907. Psaliodes seitzi ingår i släktet Psaliodes och familjen mätare. Inga underarter finns listade i Catalogue of Life.